# Johannesburg Challenger 1983
Il Johannesburg Challenger 1983 è stato un torneo di tennis facente parte della categoria ATP Challenger Series nell'ambito dell'ATP Challenger Series 1983. Il torneo si è giocato a Johannesburg in Sudafrica dal 4 al 10 aprile 1983 su campi in cemento.

## Vincitori

### Singolare
John Austin ha battuto in finale  Robert Van't Hof con il punteggio di 1–6, 6–3, 6–2

### Doppio
Rick Meyer /  Frew McMillan hanno battuto in finale  Eddie Edwards /  Raymond Moore con il punteggio di 6–4, 6–4